# Calamaria palavanensis
Calamaria palavanensis — вид змій родини полозових (Colubridae). Ендемік Філіппін.

## Поширення і екологія
Calamaria palavanensis є ендеміками острова Палаван. Вони живуть у вологих тропічних лісах, серед лісової підстилки.